# 蓋洛德嶺
蓋洛德嶺（英語：Gaylord Ridge）是南極洲的山嶺，位於奧次地，長4公里，處於艾勒斯峰西北面6公里，屬於內布拉斯加峰的一部分，以美國研究隊的成員命名，現時由南極條約體系管理。

## 外部連結
. . United States Geological Survey.   [2012-04-19].
80°2′S 159°16′E / 80.033°S 159.267°E